# Deutz F3L 514/54
Der Deutz F3L 514/54 ist ein in rahmenloser Blockbauweise konstruierter Schlepper, den Klöckner-Humboldt-Deutz ab 1954 als fast baugleichen Nachfolger des F3L 514/51 einführte und bis 1956 herstellte. Er kam vor allem in größeren Landwirtschaftsbetrieben zum Einsatz. Die Typenbezeichnung nennt die wesentlichen Motorkenndaten: Fahrzeugmotor mit 3-Zylindern und Lüftkühlung der Baureihe 5 mit einem Kolbenhub von 14 cm. Hinter dem Schrägstrich wird die eigentliche Modellnummer, basierend auf der Jahreszahl des Produktionsbeginns, angegeben.
Mittels Drehzahlerhöhung wurde die Leistung des luftgekühlten 3-Zylinder-Dieselmotors gegenüber dem Vorgänger um 3 PS auf insgesamt 45 PS (33 kW) gesteigert. Auf Wunsch konnte ab Werk zusätzlich ein Fahrerverdeck mit Windschutzscheibe und Scheibenwischer angebaut werden. Ausgestattet wurde der Schlepper mit einem konventionellen Deutz-Getriebe mit 5 Vorwärtsgängen und einem Rückwärtsgang. Rasch erwies es sich allerdings als unterdimensioniert, sodass nach zwei Jahren bereits der Nachfolger F3L 514/6 mit neuem Getriebe vorgestellt wurde.